# موامير فوجداليتش
موامير فوجداليتش (بالسلوفينية: Muamer Vugdalič)‏ (مواليد 25 أغسطس 1977) هو لاعب كرة قدم. يلعب مع منتخب سلوفينيا لكرة القدم. سبق له أن لعب في كأس العالم لكرة القدم مع منتخب بلاده.

## روابط خارجية
- موامير فوجداليتش على موقع الاتحاد الدولي (مؤرشف)  (الإنجليزية)
- موامير فوجداليتش على موقع اتحاد أوكرانيا (الإنجليزية)
- موامير فوجداليتش على موقع قاعدة بيانات كرة القدم.إي يو (الإنجليزية)
- موامير فوجداليتش على موقع ناشيونال فوتبول تيمز (الإنجليزية)
- موامير فوجداليتش على موقع Soccerway.com (الإنجليزية)